# Tlhankane
Tlhankane est une ville du Botswana.